# 12012
12012（イチニーゼロイチニ）は、日本の5人組ヴィジュアル系ロックバンド。所属事務所はBACK COAT。
略称は「12」、「イチニー」、「凶器所持」など。

## メンバー
全メンバーが本名。
| 人名                                 | 演奏担当               | 制作           | その他 |
| ------------------------------------ | ---------------------- | -------------- | --- |
| 宮脇渉 （みやわき わたる）           | ボーカル コーラス      | 作詞 作曲 編曲 | - 1980年7月23日生、B型。167cm - 愛媛県松山市出身。12012の楽曲の全ての作詞を担当。 - 無類のサッカー好きで、2010年の南アフリカワールドカップでの現地レポートブログ企画をアメブロで行った。 |
| 酒井洋明 （さかい ひろあき）         | ギター コーラス        | 作曲 編曲      | - 1982年6月25日生、B型。183cm - 愛媛県伊予郡砥部町出身。12012の楽曲の大半の作曲を担当。 - 2016年5月、元DELUHIのJuri、Aggy、元Sel'mのじょん、元REIGNのKAJIと共にZERO MIND INFINITY を結成。 - 2018年4月、元DELUHIのJuri、Aggyとbreakin' holidayを結成。サポートドラムは元DELUHI、元Far East DizainのSujk。                                               |
| 齋藤紳一郎 （さいとう しんいちろう） | ギター                 |                | - 1984年8月19日生、B型。178cm - 東京都出身 - ナイトメアのドラマーRUKAのソロプロジェクト「The LEGENDARY SIX NINE」でサポートギタリストとして活動。 - 2018年10月、元THE KIDDIEのVo.揺紗、Ba.YUKIAの3人からなるジャパニーズロックバンド鳳-AGEHA- (アゲハ)を始動。                                                                                          |
| 塩谷朋之 （えんや ともゆき）         | ベース コーラス ピアノ | 作曲 編曲      | - 1980年10月7日生、B型。183cm - 兵庫県神戸市出身。 - 2015年5月に元SugarのLoki、元the GazettEの由寧らと新バンドMoreを結成したことを発表した。(MoreではEn'ya名義で活動。) - Moreの活動と並行して2016年にダウトの幸樹らとセッションバンドG.∀.M.E.、2017年にはナイトメアのヴォーカルYOMIのソロプロジェクト「TAKE NO BREAK」のメンバーとしても活躍している。 |
| 川内亨 （かわうち とおる）           | ドラムス               | 編曲           | - 1983年4月11日生、B型。175cm - 愛媛県新居浜市出身。 |
| 須賀勇介 （すが ゆうすけ）           | ギター コーラス ラップ | 作曲 編曲      | - 1980年6月9日生、A型。 - 愛媛県松山市出身。表記を「須賀憂介」としていたが、2007年9月より「須賀勇介」に変更。 - 音楽性の違いにより、2010年12月12日の公演をもって脱退。後の2020年6月22日より再加入。 - 脱退後はソロアルバムをリリースし、TOTAL OBJECTIONとthe rhedoricのギタリストとしても活動していた。                                                 |

### 凶器所持
2009年5月5日に開催したワンマンライブ「SPRING TOUR 2009 HEADS UP!! TOUR FINAL All out attack」のオープニングアクトとして出演したバンド。
2005年にアメリカで結成された12012のコピーバンドという設定。
『灰降ル躰』『gallows』『my room agony』の3曲を演奏した。
2010年10月3日には「来日公演」と称してワンマンライブを開催した。
- Six(シックス):ヴォーカル、宮脇渉
- John(ジョン):ギター、酒井洋明
- St. Maria(サンタ・マリア):ギター、須賀勇介
- t(ティー):ベース、塩谷朋之
- River Phoenix(リバー・フェニックス):ドラム、川内亨

## 概要
- 2003年結成。バンドコンセプトは 「人間の内面における狂気」
- 12012と言うバンド名はロサンゼルス市警の暗号で「犯人凶器所持」を意味する。
- 現地で実際に暗号として使われる際は「トウェルブサウザンドトウェルブ」と発音される[4]。
- 2007年6月13日に「CYCLONE」でメジャーデビュー。収録曲『サイクロン』は初のアニメタイアップ曲。
- 作詞・作曲はメンバーが手がけており、メンバー全員が作曲できる。
- 全ての楽曲の作詞をヴォーカルの宮脇渉が手がけ、作曲は主にギターの酒井洋明が手がけている。
- インディーズ時代からアメリカを中心に欧米でも活動している。
- インディーズ時代の楽曲は全て1つのストーリーとして繋がっており、「少年」を主人公とした様々な心理的・外的世界を音と歌詞によって創りだした。
- 12012のファンは「数子」「数男」と呼ばれ、この前に好きなメンバーの姓を加えて呼ぶこともある。
- 3rdシングル「MERRY GO WORLD」のPVに於いて、岸部四郎がゲスト出演している。
- ヴィジュアル系に属されるが、メンバーいわく「今まではヴィジュアル系としてやってきましたけど、そこへのこだわりはないです」[5]、「メイクをしてて音楽をやってるけれども、身がないことをヴィジュアル系っていうのかな思ったんですよね。もしそうならば、人が世間的に言うヴィジュアル系って嫌だなと思います。僕は音楽って衝動だと思ってるんですよ。そういうことを伝えていけたらと思いますね」[6]とのこと。

## 来歴

### 結成まで（- 2003年）
宮脇渉と須賀勇介は大阪を中心に「Lubis Cadir」として活動し、塩谷朋之は「Mist of Rouge」に所属して活動していた。川内亨と酒井洋明は愛媛を中心に活動しており、それぞれ「ネジレ」と「KiLLa］に所属。（当時は宮脇は狂弥、須賀は憂介、塩谷は朋、酒井はAcul、川内は亨という名前で活動）。2003年に「Lubis Cadir」と「Mist of Rouge」が解散し、宮脇は新たなバンドを結成することを決意した。宮脇は、まず酒井を誘い、続いて「Lubis Cadia」と同じ事務所（Matina）に属していた「Mist of Rouge」のメンバーに声を掛けた。この時点で、酒井と須賀と塩谷のメンバー入りが決まる。その後、宮脇は四国で活動する川内を大阪に招いた。宮脇は、この4人を選抜した理由として「自分のイメージする各パートの人物であったから」と答えている。
2003年5月1日、新たなバンドを結成し、バンドのコンセプトを「人間の内面における狂気」と定める。そして、バンドコンセプトの「狂気」と「凶器」をかけて、ロサンゼルス市警の暗号で「犯人凶器所持」を意味する12012をバンド名とした。この命名は須賀の発案で、その中には12012の他にも数種類の暗号があったとのこと。また、バンド名を数字にしたのは「どのカテゴリにも属さない“無色”なイメージにしたかったため」とも話している。

### インディーズ時代（2003年 - 2006年）
12012は、KISAKIが主催する「UNDER CODE PRODUCTION」と契約し、2003年5月31日に初のライブ「Empty holy night」を行う。続いて7月28日には初のMAXIシングルとなる「depression sign」（限定1000枚）をリリース。その後、オムニバスCDへの参加やイベントの主催など精力的な活動を行い、翌2004年3月31日、インディーズ2ndシングル「Shudder」（限定3000枚）、4月28日にはインディーズ1stミニアルバム『Increasingly』（限定5000枚）をリリースする。同年6月30日に2枚目のオムニバスCDへ参加し、初の全国ツアーとなるUNDER CODE PRODUCTION PRESENTSオムニバスCD発売記念TOUR「Decadence 2004〜SPLEEN&IDEAL〜」へ参加する。「Shudder」をリリースする以前は10〜30人程度でしかなかったライブの動員数がこの時期から伸び始め、『ベルサレム』（限定3000枚）『Knight mare』（限定3000枚）『深〜deep〜』（限定3000枚）を3か月連続リリースする。この頃から、同事務所のヴィドール・Phantasmagoriaと並び、“UNDER CODE PRODUCTIONの3バンド”と呼ばれるようになった。
2005年3月26日、初のワンマンライブ「against supreme」を開催し、各地でのライブやイベントの参加、CDのリリースなどによって次第にファンを増やす。2006年2月1日、初のフルアルバム『PLAY DOLLs』と裏ベストアルバム『not obtain+1』を同日リリース。同年5月10日にリリースした、インディーズ5thシングル「Heart」でオリコン・インディーズチャートで1位を獲得。9月29日にインディーズ7thシングル「PISTOL」をリリースすると、海外での活動も開始することとなる。同年11月15日、インディーズ8thシングル「Over....」をリリースした後、12月3日に『ベルサレム』『Knight mare』『深〜deep〜』の再発盤をリリースする。

### フリーウィルへの移籍（2007年）
UNDER CODE PRODUCTION卒業イベント「深 絆〜Graduation & Departure〜」へ参加。このイベントの最終日をもってフリーウィルに移籍、 ユニバーサルミュージックと契約。移籍が切っ掛けとなり上京、活動の拠点を大阪から東京へと移す。
2007年4月放送のアニメ『ロミオ×ジュリエット』の前期EDに『サイクロン』が起用される。6月17日に1stシングル「CYCLONE」をリリースし、メジャーデビュー。7月には渡米してニューヨークで開催された「アニメコンベンション」に参加し、7月31日より全国ツアーを開催。その後、10月17日には2ndシングル「SHINE」、12月12日に1stアルバム『DIAMOND』をリリース。12月31日には「Over the Edge '07」と「YEAR END of HOLIDAY 2007-2008」の2つのイベントに参加。2008年1月1日には渋谷、新宿、名古屋、大阪の全国4会場へ登場というハードスケジュールをこなす。

### 結成5周年（2008年）
2008年は12012の結成5周年という節目の年であり、1月に「5th Anniversary Live 「嵐」」開催を発表。2月末に2008年第一弾シングル「MERRY GO WORLD」のリリースを発表し、3月には12012初のドラマタイアップが発表される。テレ朝チャンネル『Wild Strawberry』のオープニングに『サイクロン』、エンディングに『LOVERS』というダブルタイアップであった。また、タイアップをきっかけにメンバーはドラマへの出演を依頼されるが、「ドラマのクオリティを下げるので」と断っている。4月16日の発売の『MERRY GO WORLD』のPVに岸部四郎が出演することが明かされ、テレビや新聞などで報道された。同シングルを発売後、前事務所のKISAKIから「お前らが続くと思わんかったわ。一番すぐに解散するバンドだと思っていた」と言われたという。
「5th Anniversary Live 「嵐」」では、セットリストのリクエストを募った上でライブを開催。来場者には『MEMORIAL DVD』が配布された。リクエストの1位は『僕ノ殻カラ』、2位は『orion』、3位は『浸色』であったとのこと。このライブを経て、メンバーは以前の「自分たちの音楽を内側に向けて伝える」形から「外側に矛先を向けること」へと転換することを決意する。そのため、8月20日にリリースされた「太陽」は、メンバーの気持ちを素直に発信している。
9月24日にライブDVD『5th Anniversary Special Live 「嵐」』をリリースし、オリコンDVD音楽ランキングにおいて週間15位を獲得する。10月29日には「太陽」より始まった3か月連続リリースの締めくくりとして、5thシングル「逢いたいから....」をリリース。この曲で有線放送での問い合わせチャートで10月に8位、11月に6位を獲得している。12月12日には大阪でワンマンライブを開催。当日、ライブ終了後に2009年1月21日リリースのシングル「As」のPVが初披露された。

### 総攻撃開始（2009年 - 2014年）
2009年1月21日に6thシングル「As」を、2月18日に7thシングル「Hallelujah」を、3月11日に2ndアルバム『mar maroon』をリリース。昨年に蓄積したものを解放する思いを込め、「総攻撃開始」をスローガンに、3月13日から1年3か月ぶりのツアー「SPRING TOUR 2009 HEADS UP!!」を開催。過去最大の全国15箇所とワンマン初のSHIBUYA-AXで「SPRING TOUR 2009 HEADS UP!! FINAL All out attack」と題したファイナル公演を敢行。この公演では来場者限定のDVD配布やスピードくじ、謎のバンド"凶器所持"がオープニングアクトとして出演するといった特別企画が行われた。8月6日からは「灼熱のXII Days THE BURNING 12DAYS」を開催、前半を「首都圏SIX DAYS」、後半を「THE GUILTY OF SIX DAYS」と題し、後半は各メンバーのプロデュースによる公演を行った。10月7日に8thシングル「薄紅と雨」リリース、同タイトルを冠したツアーを10月11日より開催。12月12日にはワンマン初となる渋谷公会堂にてフリーライブ。このライブで9thシングル『TATTOO』のリリースを発表し、同シングルの発売日の翌日にはリリース記念ライブを開催した。
2010年3月31日にライブDVDをリリース、4月1日より東名阪ツアーを開催。ファイナルのSHIBUYA-AXの公演で川内の誕生日を祝うサプライズが行われた。また同月に期間限定再結成したバンドΛuciferに対して、宮脇が「リュシフェル期間限定復活おめでとうございます。ワインのようにシーズニングされたmakoto君の歌も楽しみにしてます。」とメッセージを寄せた。4月29日よりイベント「EXTRA-TERRITORIAL」へ参加。宮脇とkannivalismの圭の発案で、フリーウィル所属のバンドが勢揃いした初イベントとなった。10thシングル『THE PAIN OF CATASTOROPHE』をリリースし、7月14日にリリースされた3rdアルバム『SEVEN』のレコーディングが終わると、宮脇はFIFAワールドカップ南アフリカ大会の観戦のため現地へ向かう。宮脇の現地の様子や観戦した試合のレポートなどを掲載する個人ブログが話題となり、開設から2週間で300万アクセスを記録し、アメーバのブログランキングでは最高3位（visual系部門）まで上昇した。帰国後、7月24日よりツアー「2010 SUMMER TOUR SEVEN-Footsteps to steal up on-」を開催。9月から11月にかけては数々のイベントに参加し、11月13日には約3年ぶりとなるアメリカでのライブを行う。
一連のイベントと12月のツアースケジュールが発表されていたが、10月8日に須賀が最終日をもって、音楽性の違いにより脱退と発表された。2011年2月、4人体制でバンドを継続すると発表される。2013年7月、サポートを務めていた斎藤紳一郎が正式に加入し、再び5人体制となる。しかし、2014年12月12日、活動休止を発表。

### 活動再開（2020年 - ）
2020年6月22日、2010年に脱退した須賀を加えた6人体制で活動再開。

### 年表
- 2003年
  - 5月1日、結成。
  - 5月31日、初のライブ「Empty holy night」を開催。
  - 7月28日、インディーズ1stシングル「depression sign」をリリース。
  - 11月3日、主催イベント「Formal≠Normal vol:1江坂」を開催。
  - 11月29日、主催イベント「Formal≠Normal vol:2心斎橋」を開催。
- 2004年
  - 1月10日、主催イベント「Formal≠Normal vol:3江坂」を開催。
  - 1月24日、主催イベント「Formal≠Normal vol:4江坂」を開催。
  - 3月31日、インディーズ2ndシングル「Shudder」をリリース。
  - 4月10日、主催イベント「Formal≠Normal vol:5江坂」を開催。
  - 4月28日、インディーズ1stミニアルバム『Increasingly』をリリース。
  - 5月3日、初のワンマンライブ「第一審判決」を開催。
  - 7月19日よりUNDER CODE PRODUCTION主催ライブツアー「Decadence 2004〜SPLEEN＆IDEAL〜」」に参加。
  - 7月30日、イベント「Japanesque Rock Collectionz Cure」に参加。
  - 9月4日、主催イベント「Formal≠Normal vol:6江坂」に参加。
  - 10月6日、インディーズ2ndミニアルバム『ベルサレム』をリリース（3か月連続リリース第1弾）。
  - 10月9日、主催イベント「the guilty of sixdays created by [toru kawauchi]」を開催。
  - 10月16日、主催イベント「the guilty of sixdays created by [yusuke suga]」を開催。
  - 11月3日、インディーズ3rdミニアルバム『Knight mare』をリリース（3か月連続リリース第2弾）。
  - 11月6日、主催イベント「the guilty of sixdays created by [hiroaki sakai]」を開催。
  - 11月13日、主催イベント「the guilty of sixdays created by [tomoyuki enya]」を開催。
  - 12月1日、インディーズ4thミニアルバム『深〜deep〜』をリリース（3か月連続リリース第3弾）。
  - 12月4日、主催イベント「the guilty of sixdays created by [wataru miyawaki]」を開催。
  - 12月12日、ワンマンライブ「SWAY THE SCEPTER〜精神革命〜」を開催。
- 2005年
  - 1月7日、イベント「REMAIN OF THE 10TH YEARS HISTORY PART.1」と「REMAIN OF THE 10TH YEARS HISTORY PART.2」に参加。
  - 2月11日、ワンマンライブ「精神革命」を開催。
  - 3月16日、インディーズ3rdシングル「swallow」と4thシングル「SICK」を同日リリース。
  - 3月26日、ワンマンライブ「against supreme」を開催。
  - 4月20日、ライブDVD『CROM』をリリース。
  - 5月24日、主催イベント「ebjulizm-TOKYO-」を開催。
  - 6月3日、主催イベント「ebjulizm-OSAKA-」を開催。
  - 6月15日、再発盤「depression sign-完全盤-」「shudder-完全盤-」『Increasingly-完全盤-』をリリース。ワンマンライブ「macrograph」を開催。
  - 7月27日、PV集『CREATIVE MOVIE 1〜架空都市退廃描写〜』をリリース。
  - 9月10日、ワンマンライブ「仮釈放〜一日目〜」と「仮釈放〜二日目〜」を開催。
  - 9月24日、ワンマンライブ「仮釈放〜三日目〜」を開催。
  - 9月25日、ワンマンライブ「仮釈放〜四日目〜」を開催。
  - 9月28日、ライブDVD『macrograph』をリリース。
- 2006年
  - 1月25日、写真集「croon after the bed」発売。
  - 1月28日、主催イベント「sooner modulation program1」を開催。
  - 1月29日、主催イベント「sooner modulation program2」を開催。
  - 2月1日、アルバム『PLAY DOLLs』と裏ベストアルバム『not obtain+1』を同日リリース。
  - 2月17日、CD発売記念ワンマンライブ「dolls play」を開催。
  - 4月28日、ヴィドールとツーマンライブ「Above under suspicion」を開催。
  - 4月29日、秘密結社コドモAとツーマンライブ「Above under suspicion」を開催。
  - 4月30日、Phantasmagoriaとツーマンライブ「Above under suspicion」を開催。
  - 5月10日、インディーズ5thシングル「Heart」をリリース。
  - 5月31日よりワンマンツアー「hide&seek」を開催。
  - 8月30日、ライブDVD『hide&seek〜TOUR2006〜』をリリース（5か月連続リリース第1弾）。
  - 9月29日、インディーズ6thシングル「PISTOL」リリース（5か月連続リリース第2弾）。
  - 9月29日、ドイツにてワンマンライブ「罠〜Im'the hermit 〜」を開催。
  - 10月11日、フランスにてワンマンライブ「罠〜Im'the hermit 〜」を開催。
  - 10月18日、インディーズ7thシングル「罠」をリリース（5か月連続リリース第3弾）。
  - 10月20日と同月22日にアメリカにてワンマンライブ「罠〜Im'the hermit 〜」を開催。
  - 11月15日、インディーズ8thシングル「Over....」をリリース（5か月連続リリース第4弾）。
  - 11月15日よりワンマンツアー「encore tour2006-XII PARTY-」を開催。
  - 12月3日、『ベルサレム』『Knight mare』『深〜deep〜』の再発盤をリリース。
  - 12月13日、PV集『CREATED MOVIE 2〜modern films〜』をリリース（5か月連続リリース第5弾）。
  - 12月24日、UNDER CODE PRODUCTION主催イベント「日本制圧2006-聖夜激震-」に参加。
  - 12月25日、UNDER CODE PRODUCTION主催イベント「日本制圧2006-聖夜激震-」に参加。
- 2007年
  - 2月11日よりUNDER CODE PRODUCTION主催イベント「深 絆〜Graduation & Departure〜」に参加。
  - 2月21日、ライブDVD『ENCORE JAPAN TOUR2006 XII PARTY』をリリース。
  - 2月28日、フリーウィルに移籍する。
  - 5月1日、イベント「森羅万象〜四面楚歌〜」に参加。
  - 6月13日、1stシングル「CYCLONE」をリリースし、メジャーデビュー。
  - 6月17日、ワンマンライブ「Before “THE TRUTH OF THE MODERN SOCIETY”START OF CRACK」を開催。
  - 7月6日、ニューヨークで開催されたイベント「アニメコンベンション」に参加。
  - 7月31日よりワンマンツアー「THE TRUTH OF MODERN SOCIETY」を開催。
  - 9月1日、ギターの須賀憂介が一身の都合により「須賀勇介」に改名する。
  - 9月19日、ヴォーカルの宮脇渉が傷害容疑で逮捕されるが、被害者との和解が成立し釈放される。
  - 10月17日、2ndシングル「SHINE」をリリース。
  - 11月5日よりthe studsと「蠍座は二度笑う　the studs,12012カップリングツアー」を開催。
  - 11月21日、ワンマンライブ「闘争本能〜extreme〜」を開催。
  - 12月12日、1stアルバム『DIAMOND』をリリース。
  - 12月12日よりワンマンツアー「クアトロ TOUR07」を開催。
  - 12月22日、the studsと「蠍座は二度笑う　the studs,12012カップリングツアー FREE-WILL ONLINE 会員限定」を開催。
  - 12月31日、イベント「Over the Edge '07」とイベント「YEAR END of HOLIDAY 2007-2008」に参加。
- 2008年
  - 1月4日、Jully、heidi.主催イベント「Jully&heidi.カップリングツアー「緋」」に参加。
  - 1月13日、イベント「Foo's Fest 08 〜STAGE.4〜 Ver.OSAKA VOL.1」に参加。
  - 2月13日、ZEAL LINK主催ライブ「SHIBUYA Valentine Eve」に参加。
  - 2月15日よりgirugämesh主催ライブツアー「stupid tour'08 in JAPAN」に参加。
  - 2月21日、E.L.LとSPEED DISK主催イベント「〜森羅万象 in MID SIDE 5days」に参加。
  - 2月23日、KY主催ライブ「[Interpersonal Relationship]tour'08」に参加。
  - 3月19日、Versailles主催イベント「Tokyo Metropolis」に参加。
  - 3月24日、サディ主催ライブツアー「Spring Tour '08“Draining the crimson tear”」に参加。
  - 4月16日、3rdシングル「MERRY GO WORLD」をリリース。
  - 5月15日、結成5周年記念ライブ「5th Anniversary Live 「嵐」」を開催。
  - 7月14日よりぴあ主催イベント「V系 Times」に参加。
  - 8月1日、イベント「SCUBER DIVE〜浪花が大変〜」に参加。
  - 8月4日、イベント「SCUBER DIVE〜渋谷が大変〜」に参加。
  - 8月20日、4thシングル「太陽」をリリース（3か月連続リリース第1弾）。
  - 8月30日、イベント「SHOCK WAVE in 大阪城野音」に参加。
  - 8月31日、Phantasmagoriaの復活・解散公演「深絆〜forbidden -INSANITY of the UNDERWORLD-〜」に参加。
  - 9月24日、ライブDVD『5th Anniversary Special Live 「嵐」』をリリース（3か月連続リリース第2弾）。
  - 10月29日、5thシングル「逢いたいから....」をリリース（3か月連続リリース第3弾）。
  - 11月24日、イベント「Treasurebox@Shibuya extra 11.24 [NACK5 20th] * [Heaven's Rock 15th]」に参加。
  - 12月12日、ワンマンライブ「嵐〜depth of winters〜」を開催。
  - 12月31日、イベント「Over The Edge 2008」に参加。
- 2009年
  - 1月21日、6thシングル「As」をリリース。
  - 2月18日、7thシングル「Hallelujah」をリリース。
  - 3月11日、2ndアルバム『mar maroon』をリリース。
  - 3月13日よりワンマンツアー「SPRING TOUR 2009 HEADS UP!!」を開催。
  - 5月5日、ワンマンライブ「SPRING TOUR 2009 HEADS UP!! TOUR FINAL All out attack」を開催。
  - 7月10日、UNDER CODE PRODUCTION主催イベント「関西制圧2009 12012凱旋SPECIAL EVENT-」に参加。
  - 7月31日、イベント「SCUBER DIVE -浪花が大変-」に参加。
  - 8月3日、イベント「SCUBER DIVE -渋谷が大変-」に参加。
  - 8月6日よりワンマンツアー「灼熱のXII Days THE BURNING 12DAYS」を開催。
  - 8月23日、イベント「Bands Shock REVOLUTION 〜びじゅある祭2009〜」に参加。
  - 10月7日、8thシングル「薄紅と雨」をリリース。
  - 10月10日、イベント「FUJIYAMA MUSIC FESTIVAL09」に参加。
  - 10月11日よりワンマンツアー「12012 TOUR -薄紅と雨-」を開催。
  - 12月12日、フリーライブ「無法地帯」を開催。
  - 12月31日、イベント「Over The Edge 2009」に参加。
- 2010年
  - 2月24日、9thシングル「TATTOO」をリリース。
  - 2月25日、「TATTOO」リリース記念ライブ 「THE MEANING OF TATTOO」を開催。
  - 3月31日、ライブDVD『無法地帯』をリリース。
  - 4月1日よりワンマンツアー「TATTOO -the name of decision-」を開催。
  - 4月29日よりイベント「EXTRA-TERRITORIAL」に参加。
  - 5月26日、10thシングル「THE PAIN OF CATASTROPHE」をリリース。
  - 7月14日、3rdアルバム『SEVEN』をリリース。
  - 7月24日よりワンマンツアー「2010 SUMMER TOUR SEVEN-Footsteps to steal up on-」を開催。
  - 8月2日、イベント「SCUBER DIVE -渋谷が大変-」に参加。
  - 9月18日よりイベント「善徳ラヂオ「ブギーに首ったけ」」に参加。
  - 10月3日、凶器所持のワンマンライブを開催。
  - 10月6日、イベント「marder suitcase presents「redram」」に参加。
  - 10月8日、須賀勇介の脱退が公式サイトを通じて発表される。
  - 10月11日、凛とツーマンライブを開催。
  - 10月16日、heidi.とツーマンライブを開催。
  - 10月27日よりSadie主催ライブ「Deep Impact」に参加。
  - 11月13日、「ANIME USA 2010」に参加。
  - 12月7日より「THE FANGS OF KILLER「SEVEN」SADNESS 【Case 7】ONE MAN LIVE」を開催。
  - 12月12日、須賀勇介が12012を脱退。
- 2011年
  - 2月3日、4人体制での活動継続を発表。
- 2012年
  - 3月14日、4thアルバム『12012』をリリース。
  - 12月12日、"Crime and Punishment"第1弾「CUNNING KILLER」会場限定リリース。
- 2013年
  - 4月24日、"Crime and Punishment"第2弾『DEICIDA OF SILENCE』リリース。
  - 7月20日、3月からサポートギタリストを務めていた齋藤紳一郎が加入。
  - 9月11日、ミニアルバム「THE SWAN」リリース。
- 2014年
  - 2月　公式サイトで2014年12月12日をもって無期限活動休止することが発表された。
- 2020年
  - 6月22日、6人体制で活動再開。

## 作品

### シングル
|      | リリース       | タイトル                | 備考                                                        | 規格      | 生産番号                                                         |
| ---- | -------------- | ----------------------- | ----------------------------------------------------------- | --------- | ---------------------------------------------------------------- |
| 1st  | 2007年6月13日  | CYCLONE                 | 初回盤AはPV『サイクロン』収録DVD付 メジャーデビューシングル | CD+DVD CD | UPCH-89008（初回盤A） UPCH-89009（初回盤B） UPCH-80026（通常盤） |
| 2nd  | 2007年10月17日 | SHINE                   | 初回盤AはPV『SHINE』収録DVD付                               | CD+DVD CD | UPCH-89013（初回盤A） UPCH-89014（初回盤B） UPCH-80042（通常盤） |
| 3rd  | 2008年4月16日  | MERRY GO WORLD          | 初回盤AはPV『MERRY GO WORLD』収録DVD付                      | CD+DVD CD | UPCH-89021（初回盤A） UPCH-89022（初回盤B） UPCH-80072（通常盤） |
| 4th  | 2008年8月20日  | 太陽                    | 初回盤AはPV『太陽』収録DVD付                                | CD+DVD CD | UPCH-89029（初回盤A） UPCH-89030（初回盤B） UPCH-80087（通常盤） |
| 5th  | 2008年10月29日 | 逢いたいから....        | 初回盤AはPV『逢いたいから....』収録DVD付                    | CD+DVD CD | UPCH-89032（初回盤A） UPCH-89033（初回盤B） UPCH-80094（通常盤） |
| 6th  | 2009年1月21日  | As                      | 初回盤AはPV『As』収録DVD付                                  | CD+DVD CD | UPCH-89041（初回盤A） UPCH-89042（初回盤B） UPCH-80102（通常盤） |
| 7th  | 2009年2月18日  | Hallelujah              | 初回盤AはPV『Hallelujah』収録DVD付                          | CD+DVD CD | UPCH-89044（初回盤A） UPCH-89045（初回盤B） UPCH-80104（通常盤） |
| 8th  | 2009年10月7日  | 薄紅と雨                | 初回盤AはPV『薄紅と雨』収録DVD付                            | CD+DVD CD | UPCH-89059（初回盤A） UPCH-89060（初回盤B） UPCH-80146（通常盤） |
| 9th  | 2010年2月24日  | TATTOO                  | 初回盤AはPV『TATTOO』収録DVD付                              | CD+DVD CD | UPCH-89069（初回盤A） UPCH-89070（初回盤B） UPCH-80163（通常盤） |
| 10th | 2010年5月26日  | THE PAIN OF CATASTROPHE | 初回盤AはPV『THE PAIN OF CATASTROPHE』収録DVD付             | CD+DVD CD | UPCH-89076（初回盤A） UPCH-89077（初回盤B） UPCH-80181（通常盤） |
| 11th | 2012年12月12日 | CUNNING KILLER          | 会場限定                                                    | CD        | HSCD-001                                                         |

### アルバム
|     | リリース       | タイトル   | 備考 | 規格      | 生産番号                                      |
| --- | -------------- | ---------- | --- | --------- | --------------------------------------------- |
| 1st | 2007年12月12日 | DIAMOND    | 初回盤はPV『ダイヤモンド』・ドキュメンタリー収録DVD付 通常盤のみボーナス・トラック『DREAM ARCH』を収録              | CD+DVD CD | UPCH-29007（初回盤） UPCH-20062（通常盤）     |
| 2nd | 2009年3月11日  | mar maroon | 初回盤はPV『逢いたいから....-Another Direction-』・インタビュー収録DVD付 通常盤のみボーナス・トラック『願い』を収録 | CD+DVD CD | UPCH-29025（初回盤） UPCH-20145（通常盤）     |
| 3rd | 2010年7月14日  | SEVEN      | 初回盤はDVD付 通常盤のみボーナス・トラックを収録                                                                    | CD+DVD CD | UPCH-29053（初回盤） UPCH-20203（通常盤）     |
| 4th | 2012年3月14日  | 12012      | 初回盤はCD2枚組（Disc 1は12曲、Disc 2は3曲収録） 通常盤は初回盤Disc 1と同内容                                       | CD        | SFCD-0099〜0100（初回盤） SFCD-0101（通常盤） |

### ミニアルバム
|     | リリース      | タイトル           | 備考 | 規格 | 生産番号 |
| --- | ------------- | ------------------ | ---- | ---- | -------- |
| 1st | 2013年4月24日 | DEICIDA OF SILENCE |      | CD   | HSCD-002 |
| 2nd | 2013年9月11日 | THE SWAN           |      | CD   | HSCD-003 |
| 3rd | 2014年10月1日 | XII                |      | CD   | HSCD-004 |

### ベストアルバム
| リリース       | タイトル | 備考                                                                        | 規格   | 生産番号    |
| -------------- | -------- | --------------------------------------------------------------------------- | ------ | ----------- |
| 2013年12月11日 | PUPA     | 販売元はユニバーサルミュージック。 メジャーデビュー以降の作品を中心に収録。 | CD+DVD | UPCY-6796   |
| 2013年12月11日 | LARVA    | インディーズ時代の作品を中心に収録。                                        | CD+DVD | FWR-078/079 |

### サウンドトラック
| リリース      | タイトル                                         | 規格 | 生産番号   |
| ------------- | ------------------------------------------------ | ---- | ---------- |
| 2008年2月27日 | ロミオ×ジュリエット オリジナル・サウンドトラック | CD   | COCX-34784 |

### 映像作品
| リリース      | タイトル                            | 規格             | 生産番号                                        |
| ------------- | ----------------------------------- | ---------------- | ----------------------------------------------- |
| 2008年9月24日 | 5th Anniversary Special Live 「嵐」 | DVD（2枚組） DVD | UPBH-29015~29016（初回盤） UPBH-20017（通常盤） |
| 2010年3月31日 | 無法地帯                            | DVD              | UPBH-20044~20045                                |

### 無料配布
| リリース       | タイトル      | 規格 | 収録内容          | 備考                                                    |
| -------------- | ------------- | ---- | ----------------- | ------------------------------------------------------- |
| 2008年5月15日  | MEMORIAL DVD  | DVD  | 結成5周年記念映像 | 赤坂BLITZにて無料配布                                   |
| 2010年12月24日 | 三日月の果実  | CD   | 『三日月の果実』  | 連動パス・ステッカー企画のプレゼント                    |
| 2012年7月      | 浸色-reprise- | CD   | 『浸色-reprise-』 | アルバム『12012』通常盤の購入者向け応募者全員プレゼント |

### 参加オムニバス
| リリース      | タイトル                                   | 規格   | 収録曲                                                 | 生産番号                 |
| ------------- | ------------------------------------------ | ------ | ------------------------------------------------------ | ------------------------ |
| 2010年8月25日 | EXTRA-TERRITORIAL 2010.05.05 at SHIBUYA-AX | DVD    | ライブ映像『浸色』『薄紅と雨』『LOVERS』『サイクロン』 | FWB-014                  |
| 2011年1月26日 | CRUSH! -90's V-Rock best hit cover songs-  | CD     | 『Winter,again』カバー                                 | UPCH-20221               |
| 2011年4月20日 | 漆黒の光（大佑と黒の隠者たち）             | CD+DVD | 『グリード』（宮脇渉）『ピアス』『悲愴』（川内亨）     | SFCD-0081-0082 SFCD-0083 |

## UNDER CODE時代の作品

### シングル
|        | リリース | タイトル                | 収録曲                                                                    | 備考 |        |        |        |
| 2003年 | 2003年   | 2003年                  | 2003年                                                                    | 2003年 | 2003年 | 2003年 | 2003年 |
| ------ | -------- | ----------------------- | ------------------------------------------------------------------------- | --- | ------ | ------ | ------ |
| 1st    | 7月28日  | depression sign         | 僕ノ殻カラ 密閉サレタ日 興梠 〜こおろぎ〜                                 | 限定1000枚 作品のテーマは「鬱の徴候」。 12012の「少年」をストーリーとした物語はこのシングルから始まる。 メンバーによると聞き取れない声で須賀勇介が「物語はここから始まる」と言っているとのこと。 |        |        |        |
| 2004年 |          |                         |                                                                           | |        |        |        |
| 2nd    | 3月31日  | Shudder                 | Shudder in favor of...? Venom                                             | 限定3000枚 この作品は「狂気的な殺人鬼」がテーマ。 『Shudder』は殺人シーンを書きなぐった曲。 『in faver of...?』と『Venom』は裁判に処せられる場面を描いている。                                   |        |        |        |
| 2005年 |          |                         |                                                                           | |        |        |        |
| 3rd    | 3月16日  | swallow                 | swallow letter                                                            | 限定5000枚 同日発売の「SICK」と対になっている。 |        |        |        |
| 4th    | 3月16日  | SICK                    | SICK Days                                                                 | 限定5000枚 『SICK』では精神検査をされる場面が描かれている。 |        |        |        |
|        | 6月15日  | depression sign-完全盤- | 【DISC 1】 僕ノ殻カラ 密閉サレタ日 興梠 〜こおろぎ〜 【DISC 2】 Screaming | 限定5000枚 2枚組トールケース仕様/再録 『Screaming』は今の時点で「depression sign」の世界観を歌い上げたもの。                                                                                     |        |        |        |
|        | 6月15日  | Shudder-完全盤-         | 【DISC 1】 Shudder in favor of...? Venom 【DISC 2】 Call me               | 限定5000枚 2枚組トールケース仕様/再録 『Call me』には別のメロディを載せた「another edition」が存在する。                                                                                         |        |        |        |
| 2006年 |          |                         |                                                                           | |        |        |        |
| 5th    | 5月10日  | Heart                   | Heart 【M2】 [TYPE A] deep forest [TYPE B] shooting star [TYPE C] ocean   | オリコンインディーズチャート初登場1位 アルバム「PLAY DOLLs」以降の、更生していく「少年」を描いている。                                                                                           |        |        |        |
| 6th    | 9月20日  | PISTOL                  | PISTOL want,want,want                                                     | オリコンインディーズチャート初登場5位 |        |        |        |
| 7th    | 10月28日 | 罠                      | 罠 [6]party                                                               | オリコンインディーズチャート初登場3位 |        |        |        |
| 8th    | 11月15日 | over....                | over.... page                                                             | オリコンインディーズチャート初登場1位 |        |        |        |

### ミニアルバム
|        | リリース | タイトル             | 収録曲                                                                                       | 備考 |        |        |        |
| 2004年 | 2004年   | 2004年               | 2004年                                                                                       | 2004年 | 2004年 | 2004年 | 2004年 |
| ------ | -------- | -------------------- | -------------------------------------------------------------------------------------------- | --- | ------ | ------ | ------ |
| 1st    | 7月28日  | Increasingly         | gallows Incident humanities 蝶々〜てふてふ〜 いつも心に十字架を                              | 限定5000枚 ミニアルバム 作品のテーマは「罪深さ」。 少年が罪を悔いるため神に祈るという設定。 『gallows』は「作者が不安定な状態である為載せることができません」という理由で歌詞が掲載されていない。 |        |        |        |
| 2nd    | 10月6日  | ベルサレム           | BURN 雨、削ぎ落とされた感覚 Ms wampire epi un insomnia                                       | 限定3000枚 少年が頭の中で創造した世界「ベルサレム」を描いたもの。 『Knight mare』~『深~deep~』まではこの「ベルサレム」の話になっている。                                                          |        |        |        |
| 3rd    | 11月3日  | Knight mare          | nightmare 浸色 Aren't you dead yet? Sheep 灰降ル躰                                           | 限定3000枚 「ベルサレム」の世界観を引き継いだものになっている。 |        |        |        |
| 4th    | 12月1日  | 深〜deep〜           | lord it... 双生児 metal food ≠ another scean                                                 | 限定3000枚 「ベルサレム」の完結編。 『another scean』が『BURN』の冒頭へと繋がっている。 |        |        |        |
| 2005年 |          |                      |                                                                                              | |        |        |        |
|        | 6月15日  | Increasingly-完全盤- | 【DISC 1】 gallows Incident humanities 蝶々〜てふてふ〜 いつも心に十字架を 【DISC 2】 degree | 限定5000枚 2枚組トールケース仕様/再録 『gallows』の歌詞は掲載はされていないもののかなりアレンジされている。 『degree』は『Increasingly』の世界観を新たに切り取ったものを意識したとのこと。        |        |        |        |
| 2006年 |          |                      |                                                                                              | |        |        |        |
|        | 12月3日  | ベルサレム           | BURN 雨、削ぎ落とされた感覚 Ms wampire epi un insomnia                                       | 再発盤 |        |        |        |
|        | 12月3日  | Knight mare          | nightmare 浸色 Aren't you dead yet? Sheep 灰降ル躰                                           | 再発盤 |        |        |        |
|        | 12月3日  | 深〜deep〜           | lord it... 双生児 metal food ≠ another scean                                                 | 再発盤 |        |        |        |

### アルバム
| 2月1日 | PLAY DOLLs   | 【DISC 1】 hermit my room agony wriggle girls icy〜cold city〜 with shallow melancholy cheeky doll calf love the swim queer passion 【DISC 2】 [TYPE B] see-saw | TYPE AはPV「icy〜cold city〜」収録DVD付 オリコンインディーズチャート初登場4位 |
| 2月1日 | not obtain+1 | incur... 少年とオーケストラ 水槽の中の彼女 newspaper Ray〜左回りの懐中時計〜 vomit swallow SICK ナイフ shower                                                   | 裏ベストアルバム オリコンインディーズチャート初登場6位 ライブ会場で発売された曲、オムニバスCDに収録された曲をまとめたアルバム。 シングルやアルバムのストーリーの間を補完したものにもなっている。 「incur...」は結成当初に出来た曲でプロローグといえるストーリー。 ラストの「shower」は「SICK」「swallow」と『PLAY DOLLs』を繋ぐ曲である。 |

### 配布・限定販売・応募・通販
| リリース | タイトル                               | 規格   | 収録曲                                                     | 備考                                          |        |        |        |
| 2004年   | 2004年                                 | 2004年 | 2004年                                                     | 2004年                                        | 2004年 | 2004年 | 2004年 |
| -------- | -------------------------------------- | ------ | ---------------------------------------------------------- | --------------------------------------------- | ------ | ------ | ------ |
| 5月3日   | 第一審判決                             | VHS    | Venom                                                      | 江坂Boominにて限定販売 限定300本              |        |        |        |
| 5月5日   | 水槽の中の彼女                         | CD     | 水槽の中の彼女                                             | 江坂Boominにて限定販売                        |        |        |        |
| 7月30日  | Ray-左回りの懐中時計-                  | CD     | Ray-左回りの懐中時計-                                      | 渋谷公会堂（渋谷C.C.Lemonホール）にて限定販売 |        |        |        |
| 12月12日 | 襲                                     | CD     | news paper(LIVE VERSION) un insomnia(LIVE VERSION)         | Club Holidayにて配布                          |        |        |        |
| 2005年   |                                        |        |                                                            |                                               |        |        |        |
| 2月11日  | 独                                     | CD     | Venom(LIVE VERSION)                                        | 江坂MUSEにて配布                              |        |        |        |
| 3月26日  | 参月弐拾六日-against supreme-          | VHS    | BURN                                                       | 原宿アストロホールにて配布                    |        |        |        |
| 6月15日  | shower                                 | CD     | shower                                                     | O-WESTにて配布                                |        |        |        |
| 12月12日 | icy 〜cold city〜-FOOL'S MATE edition- | CD     | icy 〜cold city〜 call me -another edition- 水槽の中の彼女 | Fool's Mateにて販売                           |        |        |        |
| 2006年   |                                        |        |                                                            |                                               |        |        |        |
| 2月17日  | orion                                  | CD     | orion                                                      | 東京LIQUEDROOM ebisuにて販売                  |        |        |        |
| 2月17日  | icy 〜cold city〜                      | DVD    | メイキング『icy 〜cold city〜』                            | 東京LIQUEDROOM ebisuにて配布                  |        |        |        |
| 5月31日  | Heart;The Clip                         | DVD    | PV『Heart』                                                | ワンマンツアー「hide&seek」各会場にて販売     |        |        |        |
| 5月31日  | Heart                                  | DVD    | メイキング『Heart』                                        | 「Heart」3タイプ同時購入応募特典              |        |        |        |
| 12月12日 | PISTOL                                 | DVD    | メイキング『PISTOL』                                       | 渋谷O-EASTにて配布                            |        |        |        |
| 12月20日 | Over....                               | DVD    | メイキング『Over....』                                     | 「PISTOL」「罠」「Over...」3枚購入応募特典    |        |        |        |
| 2007年   |                                        |        |                                                            |                                               |        |        |        |
| 2月14日  | Graduation & Departure                 | DVD    | オリジナル映像                                             | 渋谷公会堂                                    |        |        |        |

### 参加オムニバス
| リリース | タイトル                                                                  | 規格   | 収録曲                                                       |        |        |        |        |
| 2003年   | 2003年                                                                    | 2003年 | 2003年                                                       | 2003年 | 2003年 | 2003年 | 2003年 |
| -------- | ------------------------------------------------------------------------- | ------ | ------------------------------------------------------------ | ------ | ------ | ------ | ------ |
| 9月30日  | High Style Paradox 1                                                      | CD     | 少年とオーケストラ                                           |        |        |        |        |
| 2004年   |                                                                           |        |                                                              |        |        |        |        |
| 2月25日  | High Style Paradox 2                                                      | DVD    | PV『Shudder』 ライブ映像『僕ノ殻カラ』                       |        |        |        |        |
| 4月28日  | High Style Paradox 3                                                      | CD     | Shudder Incident                                             |        |        |        |        |
| 5月31日  | CROSS GATE 2004 〜Neo Locus〜                                             | CD+DVD | 【CD】 Venom 【DVD】 2004.4.26 O-EAST LIVE SHOOTING『Venom』 |        |        |        |        |
| 6月30日  | Decadence 2004 〜SPLEEN&IDEAL〜                                           | CD     | news paper                                                   |        |        |        |        |
| 7月28日  | Japanese Rock Collectionz                                                 | CD     | 興梠 〜こおろぎ〜                                            |        |        |        |        |
| 8月20日  | ラメタン祭り2004                                                          | DVD    | ライブ映像                                                   |        |        |        |        |
| 2005年   |                                                                           |        |                                                              |        |        |        |        |
| 3月2日   | High Style Paradox 〜re accelertion〜                                     | CD     | vomit                                                        |        |        |        |        |
| 4月6日   | 関西制圧2004〜2005                                                        | DVD    | ライブ映像                                                   |        |        |        |        |
| 4月15日  | SHOCK WAVE CD Edition.5                                                   | CD     | ナイフ                                                       |        |        |        |        |
| 10月26日 | SHOCK WAVE CD the SELECT                                                  | CD     | shower                                                       |        |        |        |        |
| 11月9日  | High Style Pradox SPECIAL 〜RARE TRACK COLLECTIONS〜                      | CD     | vomit BURN                                                   |        |        |        |        |
| 12月20日 | Japanese Rock Collectionz Cure II 〜UNDER CODE PRODUCTION ALL CAST MUSE〜 | CD     | 雨、削ぎ落された感覚                                         |        |        |        |        |
| 2006年   |                                                                           |        |                                                              |        |        |        |        |
| 1月31日  | SHOCK WAVE CD 〜CROSS GATE 2006〜                                         | CD     | kiss                                                         |        |        |        |        |
| 5月31日  | 日本制圧 -2005.11.30 東京LIQUIDROOM ebisu-                                | DVD    | ライブ映像『hermit』『vomit』『my room agony』『浸色』       |        |        |        |        |
| 5月31日  | 日本制圧 -Bands@id ch-                                                    | DVD    | ライブ映像                                                   |        |        |        |        |
| 12月24日 | Bands Shock DVD Vol.2 「びじゅある祭2006」                                | DVD    | ライブ映像『my room agony』『Heart』                         |        |        |        |        |
| 2007年   |                                                                           |        |                                                              |        |        |        |        |
| 3月14日  | Bands Shock DVD Vol.4 〜日本制圧完全盤〜                                  | DVD    | ライブ映像                                                   |        |        |        |        |
| 3月28日  | 地下線神言長島基地                                                        | DVD    | ライブ映像『deep forest』『Heart』                           |        |        |        |        |
| 5月30日  | 深絆 〜Graduation & Departure〜                                           | DVD    | ライブ映像『罠』『[6]party』『gallows』『Venom』             |        |        |        |        |

### 映像作品
| リリース | タイトル                             | 収録内容                            | 備考       |        |        |        |        |
| 2005年   | 2005年                               | 2005年                              | 2005年     | 2005年 | 2005年 | 2005年 | 2005年 |
| -------- | ------------------------------------ | ----------------------------------- | ---------- | ------ | ------ | ------ | ------ |
| 4月20日  | CROM                                 | ライブ映像                          | 限定3000枚 |        |        |        |        |
| 7月27日  | CREATIVE MOVIE 1〜架空都市退廃描写〜 | PV「BURN」「浸色」「another scean」 | 限定5000枚 |        |        |        |        |
| 9月28日  | macrograph                           | ライブ映像                          | 限定5000枚 |        |        |        |        |
| 2006年   |                                      |                                     |            |        |        |        |        |
| 8月30日  | hide&seek〜TOUR2006〜                | ライブ映像                          |            |        |        |        |        |
| 12月13日 | CREATED MOVIE 2〜modern films〜      | PV「PISTL」「罠」「Over....」       |            |        |        |        |        |
| 2007年   |                                      |                                     |            |        |        |        |        |
| 2月21日  | ENCORE JAPAN TOUR2006 XII PARTY      | ライブ映像                          |            |        |        |        |        |

### その他
| リリース       | タイトル                                             | 規格 | 収録内容         | 備考                                   |
| -------------- | ---------------------------------------------------- | ---- | ---------------- | -------------------------------------- |
| 2006年10月25日 | ジャパネスク・ロック・コレクションズ・キュア・DVD 02 | DVD  | インタビュー、他 | 雑誌「CURE」のコラボレーションDVD第2弾 |

## タイアップ一覧
| 曲名                    | タイアップ | 収録作品                                                  |
| ----------------------- | --- | --------------------------------------------------------- |
| サイクロン              | ◆アニメ『ロミオ×ジュリエット』エンディング ◆テレ朝チャンネル『Wild Strawberry』オープニング                                   | 1stシングル「CYCLONE」 1stアルバム『DIAMOND』             |
| LOVERS                  | ◆テレ朝チャンネル『Wild Strawberry』エンディング                                                                              | 3rdシングル「MERRY GO WORLD」                             |
| MERRY GO WORLD          | ◆テレビ埼玉『HOT WAVE』エンディング ◆日本テレビ系『音楽戦士 MUSIC FIGHTER』POWER PLAY ◆テレビ愛知『a-ha-N varie』エンディング | 3rdシングル「MERRY GO WORLD」 2ndアルバム『mar maroon』   |
| 太陽                    | ◆テレビ埼玉『ROCK WAVE』オープニング                                                                                          | 4thシングル「太陽」 2ndアルバム『mar maroon』             |
| 逢いたいから....        | ◆日本テレビ系『音楽戦士 MUSIC FIGHTER』エンディング                                                                           | 5thシングル「逢いたいから....」 2ndアルバム『mar maroon』 |
| As                      | ◆日本テレビ系『音楽戦士 MUSIC FIGHTER』POWER PLAY ◆テレビ埼玉『ROCK WAVE』オープニング                                        | 6thシングル「As」 2ndアルバム『mar maroon』               |
| Hallelujah              | ◆日本テレビ系『ニッポン縦断おかず発見!ルート88』エンディング                                                                  | 7thシングル「Hallelujah」 2ndアルバム『mar maroon』       |
| TATOO                   | ◆テレビ埼玉『MUSI☆MANIA』オープニング                                                                                         | 9thシングル「TATOO」                                      |
| THE PAIN OF CATASTROPHE | ◆テレビ埼玉『HOTWAVE』オープニング                                                                                            | 10thシングル「THE PAIN OF CATASTROPHE」                   |